# 莫可欣
莫可欣（Hoyan Mok，1969年10月8日—），1993年香港小姐冠軍，前慧妍雅集會長（2009-2010年）。

## 背景
莫可欣曾就讀聖芳濟各書院，中學時隨家人移民瑞士，於當地大學畢業後回港參選香港小姐選舉，參選前曾任職生物研究助理。據《香港01》報導，她能打倒郭可盈奪冠是因為評審成龍欣賞她的高學歷而投下關鍵一票。
她與著名演員方中信的戀情始於1996年。二人於拍拖12年後，即2008年結婚，現時育有一女。女兒符迦晴於2008年6月9日在香港養和醫院出世。誕下女兒後，莫可欣改變了自己一向好玩的個性，想做一些有意義的事。適逢王愛倫邀請她加入慧妍雅集，她便於2009年開始帶領該會繼續行善。而近年，莫可欣籌辦慈善遊學團如「TES 2015瑞士創遊樂」以讓基層學生增廣見聞。

## 演出作品

### 電視劇（無綫電視）
| 劇名           | 角色              | 性質       |
| -------------- | ----------------- | ---------- |
| 1994年         |                   |            |
| CATWALK俏佳人  | 莫可欣            | 客串       |
| 1995年         |                   |            |
| 命转乾坤       | 夏雪玲            | 女配角     |
| 總有出頭天     | 童玲              | 女配角     |
| 1996年         |                   |            |
| 刑事侦缉档案II | 徐佩芝（Peggy）   | 单元女主角 |
| 天地男儿       | Carol             | 女配角     |
| 真情           | 金丽影（Rebecca） | 女配角     |
| 900重案追凶    | 宋洛文（Carman）  | 单元女主角 |
| 1997年         |                   |            |
| 香港人在广州   | Amigo             | 女配角     |
| 鉴证实录       | 洪丽英（Sam）     | 第四女主角 |
| 1998年         |                   |            |
| 陀枪师姐       | 林颖恩（Crystal） | 女配角     |
| 網上有情人     | Helen             | 女配角     |
| 廉政行动1998   | 罗惠仪（Connie）  | 单元女主角 |

### 電影
- 1997年 《呢個乜野場》
- 2005年 《神經俠侶》

### 主持
- 1993年 《鎮金女人週記》
- 1994年 《寰宇風情》俄羅斯特輯（劉錫明）
- 1994-1996年 《K-100》
- 1995年 《電視城分類資訊》
- 1996年 《奇程萬里》（魏駿傑）
- 1998年 《海陸暢遊鬥多FUN》（梁雪湄、莫家堯、蔡安蕎、魏駿傑、朱健鈞）

### 嘉賓
- 1993年 《軟硬製造》第9集（TVB）
- 2017年 《朝拜傲媽》第10集（奇妙電視）
- 2021年 《We Miss Hong Kong STAY-cation晉級賽》第7集嘉賓 （TVB）

## 相关人物
- 区淑貞

## 外部連結
- 莫可欣在香港影庫上的簡介

| 前任： 盧淑儀 | 香港小姐競選冠軍 1993年 | 繼任： 譚小環 |